# Circular Cove
Circular Cove ist eine Bucht an der Westküste des australischen Bundesstaates Western Australia. In der Bucht liegen zwei unbenannte Felsen.
Circular Cove ist 1,25 Kilometer breit und einen Kilometer tief. Die Küstenlänge beträgt sieben Kilometer.